# Virginia (Liberia)
Virginia es una ciudad de Liberia situada en el suburbio occidental de Monrovia, ubicada cerca del Océano Atlántico en el lado norte del río Saint Paul en Liberia . Fue el lugar de nacimiento de Angie Brooks, la primera mujer africana presidenta de la Asamblea General de las Naciones Unidas .
Un asentamiento originalmente llamado Nueva Virginia, la Sociedad de Colonización Americana lo usó como un lugar para inmigrantes afroamericanos de Estados Unidos. Recibe su nombre del estado estadounidense de Virginia, donde la mayoría de los colonos de la ciudad se originaron antes de emigrar a Liberia.
Virginia también fue la ubicación de la conferencia de la Organización de la Unidad Africana organizada por el presidente William R. Tolbert, Jr., quien era el presidente del grupo en ese momento, en el Hotel África en 1979, pocos meses antes de que Samuel Doe lo derrocara. .
Durante la Segunda Guerra Civil de Liberia, los rebeldes utilizaron Virginia para lanzar un ataque contra Monrovia en 2003.
Un consorcio sudafricano planea invertir US $ 100 millones para renovar el histórico hotel a tiempo para las tareas de Liberia como anfitrión de un coloquio internacional de mujeres en 2009. Contiene el Seaview Golf Club .